# Santa Maria de Porqueres
Santa Maria de Porqueres és una església romànica situada al municipi de Porqueres, a la comarca del Pla de l'Estany. És una obra declarada bé cultural d'interès nacional. L'església parroquial de Santa Maria de Porqueres està situada vora l'estany de Banyoles, a l'altre costat d'aquesta població, davant de l'antic castell de Porqueres i al costat de l'edifici independent de la rectoria. En un costat té el cementiri i, al davant, un antic comunidor.

## Entorn

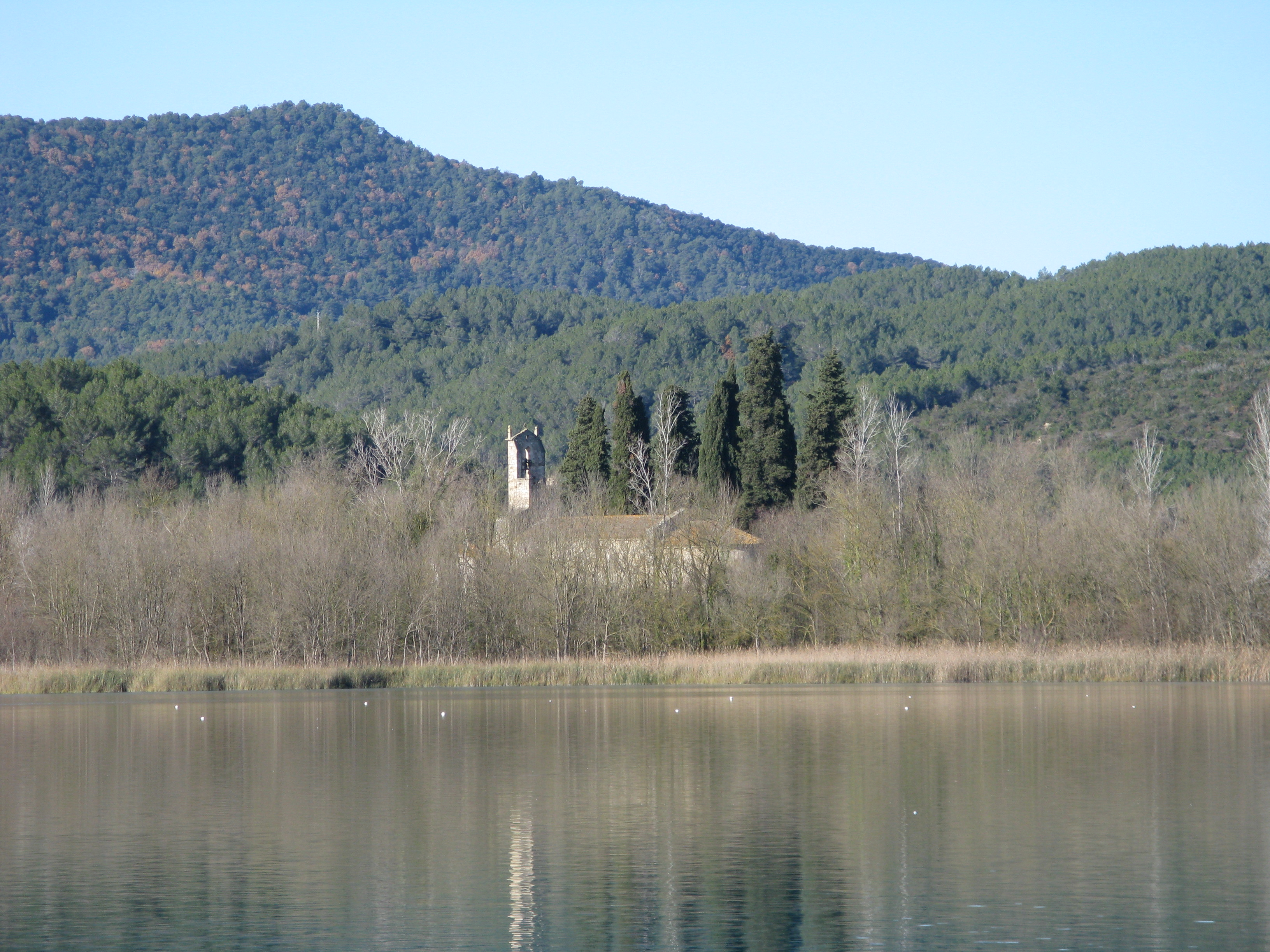
Entorn de Santa Maria de Porqueres

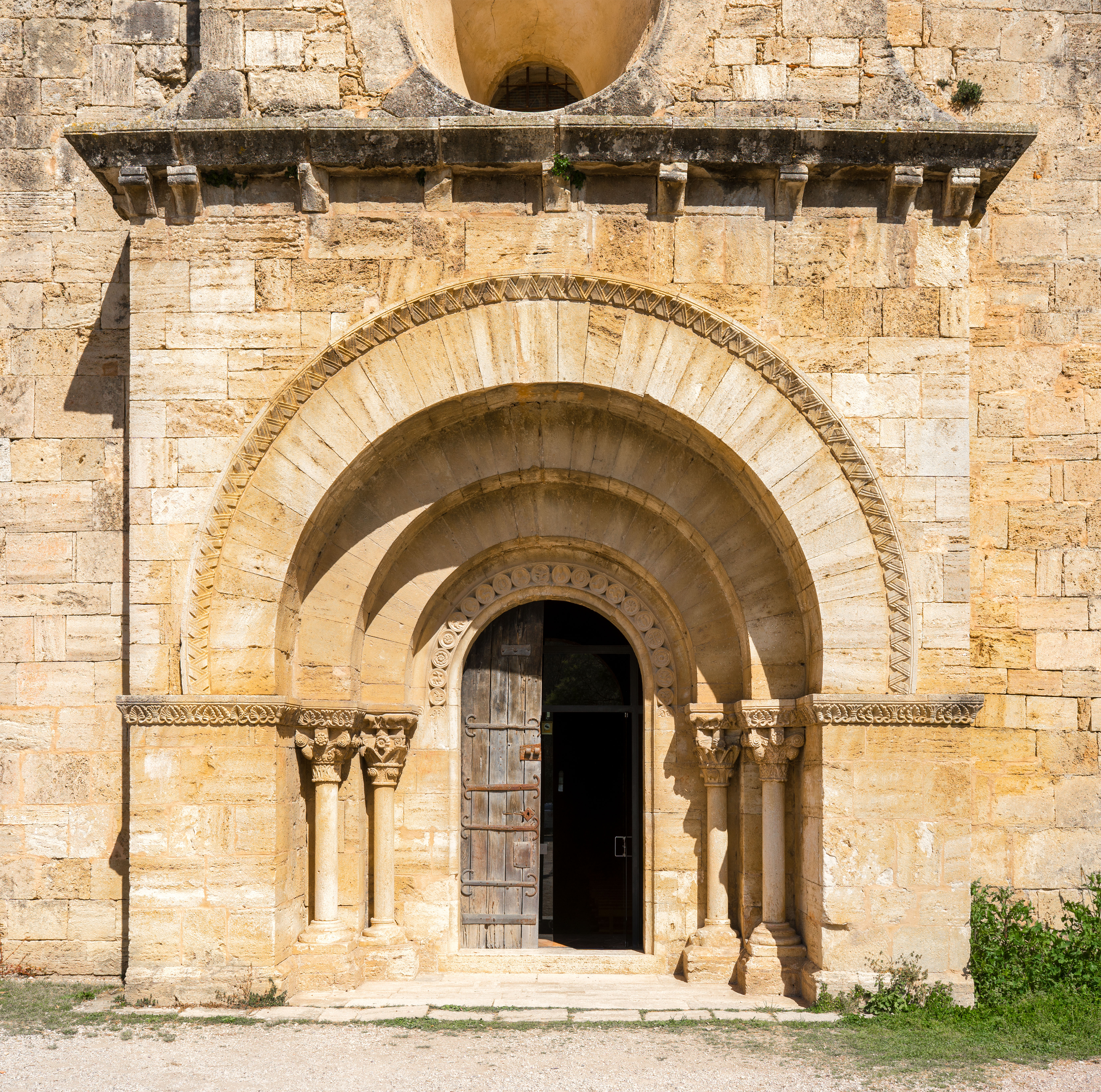
Portalada de Santa Maria

Talment una barca varada a la platja, l'església de Porqueres es mostra prop de l'aigua de l'estany de Banyoles amb una silueta inseparable de la riba lacustre. El color de la pedra, que prové de les Estunes, el color verd fosc dels xiprers del cementiri i els reflexos de l'aigua es complementen en un cromatisme de plàcida vibració.
L'església s'alça sobre un lleuger promontori. Té a la dreta la rectoria; a l'esquerra, el cementiri. Davant d'aquest es troba una construcció quadrada; un lleuger teulat de quatre vessants protegeix un pedró que culmina en una creu. És el comunidor, o indret des d'on el dia de la Santa Creu de maig es beneïa el terme, tot demanant la protecció divina per a les collites, sobretot davant el perill de pedregada.
L'absis és rodó, de mig punt. Està orientat, és a dir, mira cap a orient, com succeeix a la majoria de les esglésies. La llum pot penetrar cap a l'interior per cinc espitlleres, que no es troben a la mateixa alçada, sinó que s'eleven gradualment. Per la part superior, la transició de l'absis cap al teulat l'assegura una severa cornisa sostinguda per mènsules llises. Que siguin precisament 33 pot ésser una casualitat, però també una referència als anys de la vida de Crist; el nombre es troba també en les dents de serra que ornen un dels capitells de l'interior. A la part inferior de l'absis, un sòcol en reforça el mur.
Les parets laterals són d'un tipus de parament una mica divers de l'absidal. Alguna d'elles podria haver format part del temple del s. IX i haver estat aprofitada en la reedificació del 1182.
A banda i banda de la façana s'aprecia per l'enllaç de l'edifici amb ella, que la construcció es feu en un moment més tardà respecte de la nau de l'església.
| «                                                               | De l'altra banda del mirall us miro tremolar al vent de març, ho pedres reflectides, duent encara pols des de segles pretèrits i ànsies de plom entre un estany de dunes. Admiro molt més la vella geometria retallada en horitzó de blaus creuat de vols de gavines que persegueixen fades, llunes mítiques i fan atemporal la vostra imatge. Entorn dels murs històrics passejo lentament i s'abranda aquest foc com una torxa encesa amb ombres medievals que acompanyen el somni, de bellíssims perfils d'un estany que no us deixa. | » |
| — Neus Corominas, Poesia inèdita, del llibre «Viure presències» | |   |

## Descripció

### Nau

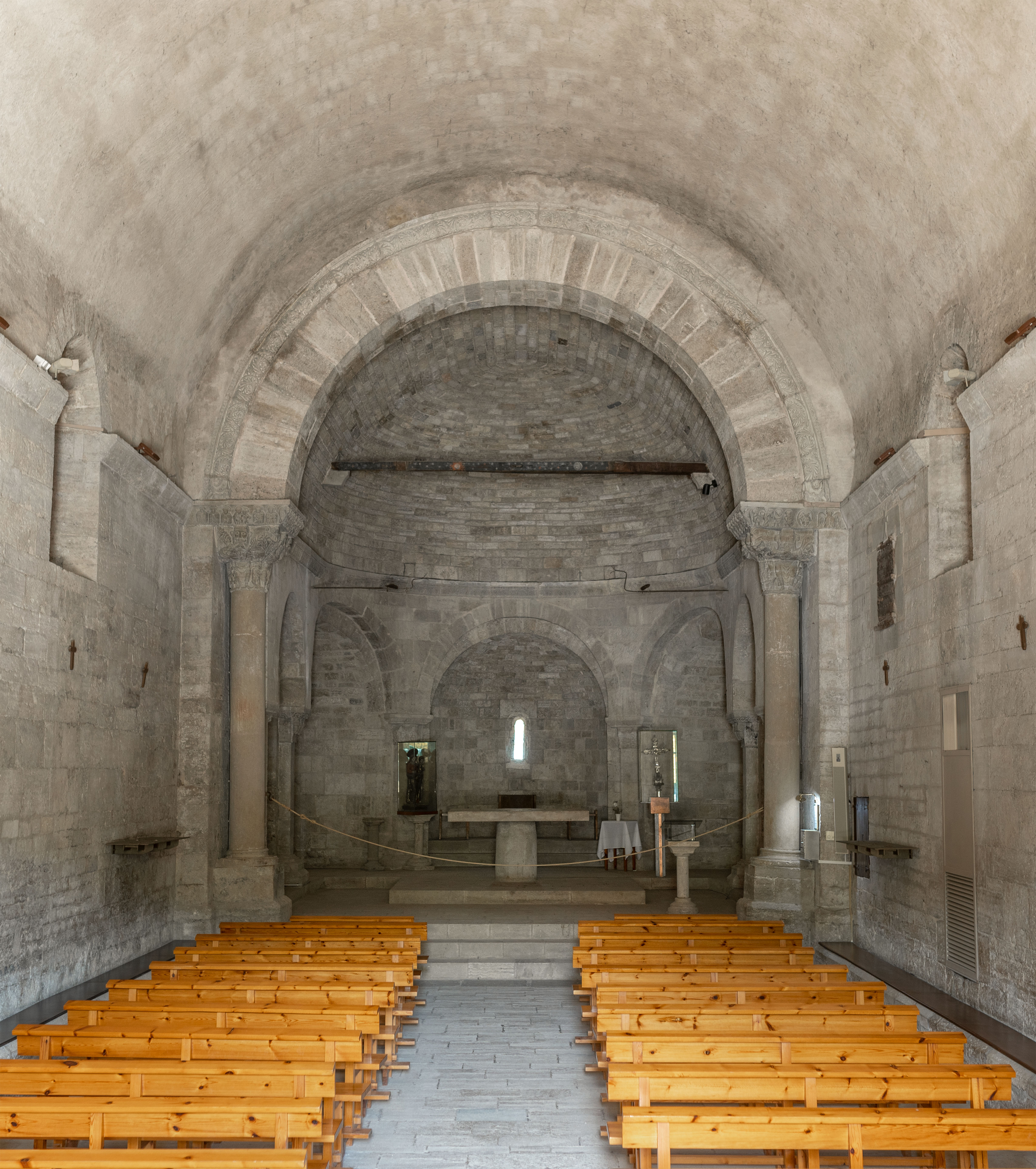
Interior de la nau

L'edifici actual, del segle xii, és d'una nau de grans dimensions de planta rectangular i coberta coberta amb volta de canó sobre arcs torals, i absis semicircular molt allargat. La il·luminació prové de les quatre obertures de doble esqueixada situades simètricament a la nau. La tipologia de l'absis a l'interior és ben singular: tres absidioles, a més de dues capelles laterals de planta rectangular en el tram de l'ingrés, s'obren dins del gruix del mur. Totes les absidioles s'obren amb arcs peraltats sobre que descansen sobre capitells decorats. Una imposta ornada amb palmetes recorre el conjunt a l'arrencada de la volta de quart d'esfera.
L'absis és separat de la nau per un arc triomfal, que havia estat de ferradura, que descansa sobre columnes. Aquest arc adovellat és recorregut per una motllura de mitja canya totalment treballada. Els capitells i les impostes són decorats amb figuracions de Déu creador i del pecat original, a la dreta, i de Jesús i la Mare de Déu, a l'esquerra. Són d'un gran interès iconogràfic i escultòric i mostren clares influències dels obradors de Ripoll. La façana és coronada per un potent campanar d'espadanya, sobre la portalada, del segle xviii, adossat l'original que queda amagat al seu darrere. Les parets portants són de carreus ben tallats amb una cornisa de pedra sobre mènsules que recorren tot el perímetre exterior, sota el ràfec de la coberta.
A l'esquerra de la porta d'entrada resta la pica baptismal romànica, obrada en pedra de Banyoles, i sense cap mena de labor d'escultura. Al mur de la banda dreta, entre l'arc triomfal, a certa altura, pot veure's l'armari de seguretat que s'hi disposà el s. XVIII per ordre episcopal a fi de guardar les peces d'argent utilitzades per al culte i prevenir-ne robatoris, i, més baix, el que contenia l'arxiu parroquial.

### Imatges
D'aquesta església provenen una sèrie d'imatges barroques: Santa Victòria, que actualment es troba al Museu d'Art de Girona, després d'haver estat robada i recuperada; Santa Maria de Porqueres; la Verge dels Dolors al peu de la creu, robada el 1971 i recuperada sota secret de confessió; la Mare de Déu del Roser; Sant Ferriol i Sant Galderic, robat el 1993 i recuperat el 1995, actualment guardat al Museu d'Art de Girona.
Prop de la pica baptismal s'ofereixen a la veneració dels fidels unes imatges barroques del Sant Crist i de la Verge dels Dolors. Les imatges de la banda esquerra de la nau, d'època barroca, són: Sant Ferriol, soldat romà, Santa Victòria, amb la palma del martiri, i la Verge del Roser. Al costat dret hi ha el franciscà Sant Antoni de Pàdua, i Sant Galderic, patró dels pagesos.

### Capitells

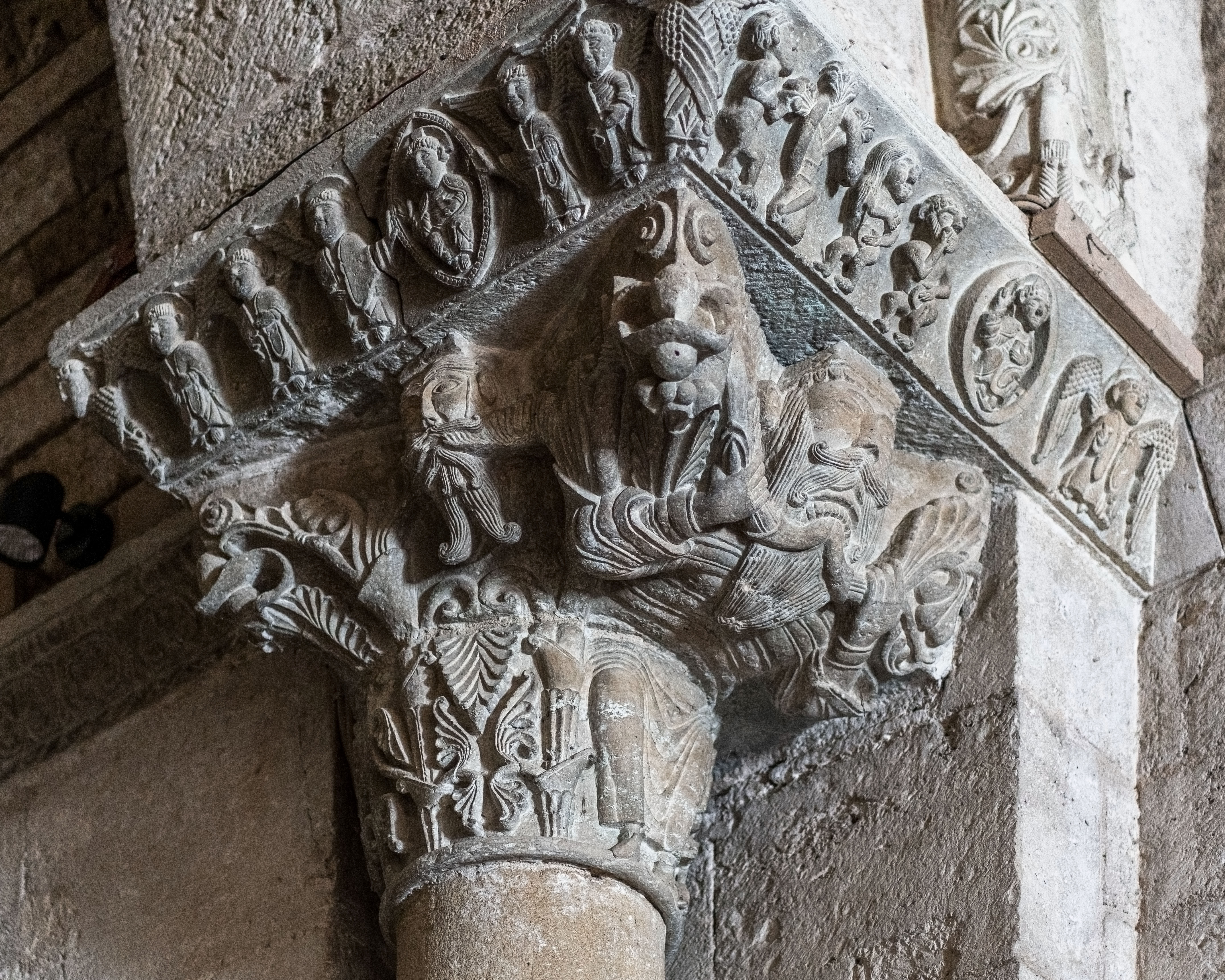
Capitell dret

A cada costat de la portalada es troba una parella de capitells. Els dos capitells presenten una decoració força similar, però no idèntica, que es desenvolupa en les tres parts de les que consta el capitell: inferior (cilíndrica) central (trapezoïdal) i superior (àbac que perllonga en el mur, sobresortint del capitell pròpiament dit). El tambor dels dos capitells ha estat decorat en les seves dues cares amb un mateix esquema compositiu: un personatge masculí, barbat i de caràcter monstruós, es troba en el centre com a eix de la composició, perllongant el seu cos en la part inferior del capitell. Aquest personatge sosté entre les seves mans unes tiges que alhora li surten de la boca.
Als àbacs dels dos capitells més pròxims a la porta poden veure's una parella de lleons passants i oposats, que tenen la testa comuna, situada justament a l'angle de l'àbac. Oposats al seu darrere hi ha altres animals semblants, que enllacen la seva cua amb els primers. En canvi, els àbacs dels capitells forans són decorats amb un fris de fulles de palma, de belles línies corbes, que continua horitzontalment davant i als costats de la portalada.
La correspondència entre capitells interiors i forans es continua en la resta dels seus elements; els interiors llueixen a la seva part central volutes, rosetes de dotze protuberàncies i dentells, mentre que als exteriors es mostren pinyes, volutes molt desenvolupades i un astràgal d'ous i perles en alternança.

### Portalada

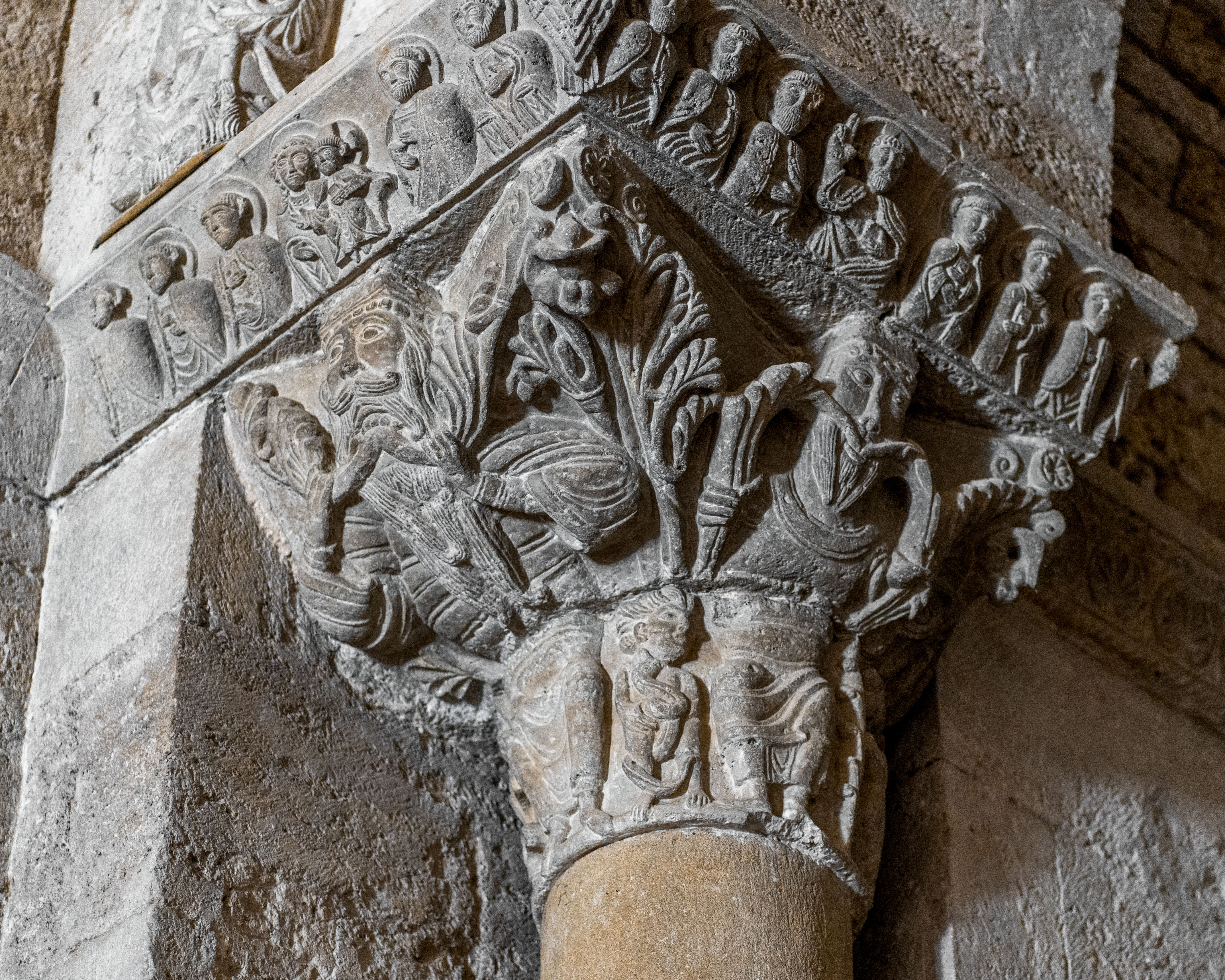
Capitell esquerra

La portalada és formada per un cos d'un metre de gruix adossat a la façana principal. És construït amb carreus de pedra de Banyoles, ben tallats, i queda acabat superiorment amb una cornisa sobre mènsules. Presenta quatre arquivoltes en degradació, lleugerament peraltades. L'arquivolta exterior presenta forma de ferradura i conté ornamentacions de caràcter geomètric en zig-zag. Els dos arcs centrals descansen sobre columnes iguals dos a dos, i presenten motius ornamentals procedents del món vegetal en els àbacs i capitells. L'àbac interior està decorat amb figures de lleons. Un fris amb medallons esculpits emmarca la porta, d'arc de mig punt. La portalada està limitada a la seva part superior per una cornisa volada amb un ampli bisell. L'arquivolta de l'entrada presenta una sèrie de 22 medallons ornats que fan referència a diferents temes de caràcter vegetal, animal i humà. La porta és de fusta amb elements de ferro forjat en forma d'espiral, i el pany en forma de serp.
A la portalada es deu que l'església de Porqueres fos declarada monument nacional l'any 1931. Sobresurt ben bé un metre del pla de la façana, i així es diferencia de la majoria de les portalades de l'època, esqueixades dins del mur. El cos de la portalada és limitat per la part superior per un senzill replà que aguanten tretze mènsules, regularment distribuïdes, excepte les parelles dels extrems, que es troben més pròximes entre si. La magnificència del portal és per als fidels com un missatge que destaca la importància de l'àmbit sagrat al qual accedeixen en passar-hi. Arcs, capitells i medallons de l'arc interior mereixen una observació detallada.

### Arcs
Els quatre arcs en degradació que emmarquen la porta no són del tot paral·lels. L'interior és semicircular; els altres prenen gradualment la forma de ferradura, i el seu centre és cada cop més baix. Ressalta l'arc exterior un guardapols, resseguit per una cinta en ziga-zaga; els altres són d'aresta viva, i el més interior és decorat amb una motllura en forma d'escòcia o canya que ressegueix els muntants de la porta fins al paviment.
Molt s'ha dit sobre els arcs de ferradura de Porqueres i el seu possible parentiu amb models visigòtics, parabs o mossaràbics. El cert és que la forma de ferradura no té gaires parions a les nostres comarques; utilitzat a finals del s. XII degué constituir una mena d'arcaisme enyoradís de formes aleshores ja depassades.

### Medallons
L'arc intern de la portalada conté 22 medallons rebuidats a les dovelles, tot i que dos d'ells només tenen esculpida la part superior. Iniciant la lectura des de l'esquerra es troba: 1. Flor de canat. 2. Llaç triangular. 3: Conill passant. 4. Roseta encerclada amb cordó. 5. Rosa estilitzada. 6. Felí passant. 7. Bust humà. (. Com el 6, però invertit.). Fulla encerclada amb un cordó. 10. Sant en actitud de beneir. 11. Felí amb ales. 12. Simètric del 10. 13. Simètric del 9. 14. Semblant al 7. 15. Semblant a l'11. 16. Figura estrellada de nou raigs. 17 Fulla ampla circular. 18. Creu floronada. 19. Botó envoltat de greques. 20. Àguila o colom. 21. Com el 2. 22 com l'1.
Podria creure's que l'escultor que treballà els medallons va preveure una simetria absoluta, on destacaria la figura que calia situar al centre. Trobant-se absent en el moment del muntatge, els treballadors que el van executar haurien modificat la composició. Per uns escalons s'accedeix a la nau del temple.

### Arc triomfal
El presbiteri és l'indret exclusiu on es realitzen els sants misteris. El grandiós arc triomfal que separa la nau, destinada al poder fidel, de l'entorn de l'altar, subratlla la sacralitat de l'àmbit del fons del temple.
Dues robustes columnes sostenen sengles capitells de grans proporcions. Sobre ells carreguen senzilles dovelles de l'arc, decorades només amb una motllura semicircular que acaba, a banda i banda, damunt els capitells, dins la boca d'un lleó.
Els dos capitells són semblants. Comparant-los amb els de la portalada hom pot adonar-se que la part inferior i la mitjana, tot i tenir ací respectivament formes cilíndrica i troncocònica, s'han fusionat en una unitat; unes grans figures humanes les ocupen. Són personatges masculins, que tenen les extremitats inferiors molt petites, i que creixen en dimensions a partir de la cintura. El seu cap té l'alçada corresponent a un terç de tot el cos. Aquests personatges agafen amb les mans uns feixos de fulles que els surten de la boca. No tenen intenció simbòlica sinó decorativa.
Desproporcionats entre els peus i el cap, donen la impressió d'ésser vistos en perspectiva. L'artista que els treballà tingué en compte l'efecte que farien vistos des de la nau. Per això mateix hom veurà fàcilment que la inclinació de la part troncocònica dels capitells vers la nau és més accentuada que no pas vers l'arc triomfal. L'efecte òptic és perfecte i d'indubtable teatralitat. La part superior del capitell, o àbac, s'ha convertit ací en una llarga imposta, de lectura difícil a causa de la petitesa de les figures que s'hi troben. Ací es concentra el missatge doctrinal de l'escultura romànica de Porqueres. No en coneixem l'inspirador, que podria haver estat algun monjo del monestir benedictí de Banyoles. Pel que es refereix a l'escultor, que podria haver estat el mateix que treballà a la portalada, pertany a l'escola de Ripoll, fins al punt de trobar-se coincidències de detall entre la decoració realitzada ací i la que pot veure's a la porta de Sant Pol, a Sant Joan de les Abadesses.

### Imposta del capitell dret
De cara a la nau s'ha representat l'escena del pecat original. A partir del mur de la nau hom pot veure l'àngel d'ales esteses i amples vestidures que tancà el Paradís als homes, el Pantocràtor o Déu tot poderós dins un cercle allargassat en forma d'ametlla, Adam, que menja el fruit prohibit, Eva que l'invita a prendre'l, l'arbre del bé i del mal, amb una serp entortolligada a la figura deforme del diable.
Relacionar la manifestació de Crist o teofania amb el Gènesi és un fet medieval, insòlit a l'antigor cristiana. El tapís de la Creació de la catedral de Girona posa el Pantocràtor com a centre de la creació. Situar-lo enmig de l'escena del pecat original és molt rar en l'art romànic. Dos querubins, amb les ales plegades al davant del cos, es troben als angles de la imposta.
La part d'imposta que resta sota l'arc triomfal conté de nou la representació del Pantocràtor dins l'ametlla, símbol d'eternitat. Dos àngels la sostenen i la mostren; d'altres hi fan costat. Sumant tots els éssers angèlics de la imposta resulten ser nou. És la referència així als nous ordes dels àngels que coneixia la teologia medieval: trons, querubins, serafins, virtuts, dominacions, potestats, principats, àngels i arcàngels. La manifestació de Déu enmig dels àngels al·ludeix a la fi del món, així com el pecat original es refereix al seu principi.
A la part inferior del capitell, un dels grans personatges fantàstics queda reduït al cap. La resta del capitell, on correspondria al seu cos, és plena de flora derivada de palmeres, lliris i acants. A l'angle, vora la paret de la nau, un petit colom damunt un arbre, amb un ram d'olivera al bec, evoca la narració bíblica del diluvi universal.

### Imposta del capitell esquerre
A la part d'imposta que mira a la nau hom distingeix fàcilment al centre de la Mare de Déu amb l'infant Jesús a les mans. Mare i fill tenen la testa voltada per un cercle, que té per nom nimbe, i és signe de santedat. El nimbe del Fill porta una creu, i l'infant fa el gest de beneir. Santa maria és la titular del temple des de la consagració d'aquest, i és comprensible que si li reservés un lloc d'honor.
Els sants personatges són acompanyats de figures humanes: tres a l'esquerra i dos a la dreta, amb nimbe al cap i llibres a les mans, excepte la que ocupa l'extrem més pròxim al mur, que no té cap d'aquests signes.
Els angles de la imposta els ocupen sengles coloms d'ales plegades, que probablement representen éssers angèlics.
En el fragment d'imposta que resta sota l'arc triomfal s'hi troba Jesucrist, amb nimbe creuat, alçant una mà per beneir, i sostenint amb l'altra el llibre de la Llei divina. Els personatges que l'envolten, tres per banda, porten els mateixos atributs que els que acompanyen la Mare de Déu. En total, les persones que es troben a la imposta, a més del Crist i la Mare de Déu, són tretze. Atès que un no porta nimbe, és fàcil de suposar que s'hi ha volgut representar els onze apòstols i Judes, l'únic d'ells que no assolí la santedat. El cristià llegeix en les figures dels apòstols, primers seguidors de Jesucrist, un símbol del poble creient d'avui, del qual ell és membre.
Notem encara que a la part inferior d'aquest capitell, entre els peus dels éssers fantàstics que caragolen bigotis vegetals, s'hi troba un personatge petit despullat, al cos del qual s'entortolliga una serp que li mossega el coll. Més enllà, gairebé amagat a l'angle que formen el capitell i el mur del presbiteri, es veu un animal estrany, potser un lleó.

### Presbiteri
Clou l'espai del presbiteri un absis semicircular. Tres absidioles i dues capelles laterals n'eixamplen l'àmbit; tenen la particularitat de trobar-se construïdes dins el gruix del mur.
La volta, notable per la disposició geomètrica de les pedres, es reconstruí durant la restauració de 1957. S'hi troba inserida una biga medieval policromada, amb els símbols del sol i la lluna, que possiblement serví per sostenir un cortinatge que en certs moments impediria als fidels la visió de l'altar, com és d'ús en les litúrgies orientals.
Recorre tot l'absis, al nivell dels capitells de l'arc triomfal, un fris. És una llarga sèrie de palmetes tancades en cercles, semblant en dimensions i estil al de la portalada, tot i ésser-ne diferent en els temes vegetals que converteixen en decoració cal·ligràfica.
Les absidioles s'obren cap a la nau a través d'arcs peraltats, és a dir, que excedeixen el semicercle, i per aquesta característica es relacionen amb els de la portalada. Les pilastres i capitells que separen una absidiola de l'altra foren reconstruïts a la darrera restauració; els àbacs porten decoració de pinyes o bé de línies geomètriques, mentre que a les bases de les pilastres poden veure's rosetes.
A la capella del Santíssim, la primera de l'esquerra, es veneren les imatges de Sant Llúcia, amb els ulls damunt d'un plat, i de Santa Eugènia, caracteritzada pel llibre que porta. Són talles barroques. També ho és, si bé més antiga, la Mare de Déu que resta darrere l'altar, de policromia simple i gest recollit.
L'altar, cap al qual convergeix l'atenció dels fidels durant la celebració dels oficis divinals, és una llosa de pedra de Banyoles sostinguda per un fragment de columna romana, trobada, segons que sembla, a Porqueres mateix.

## Història

### Orígens

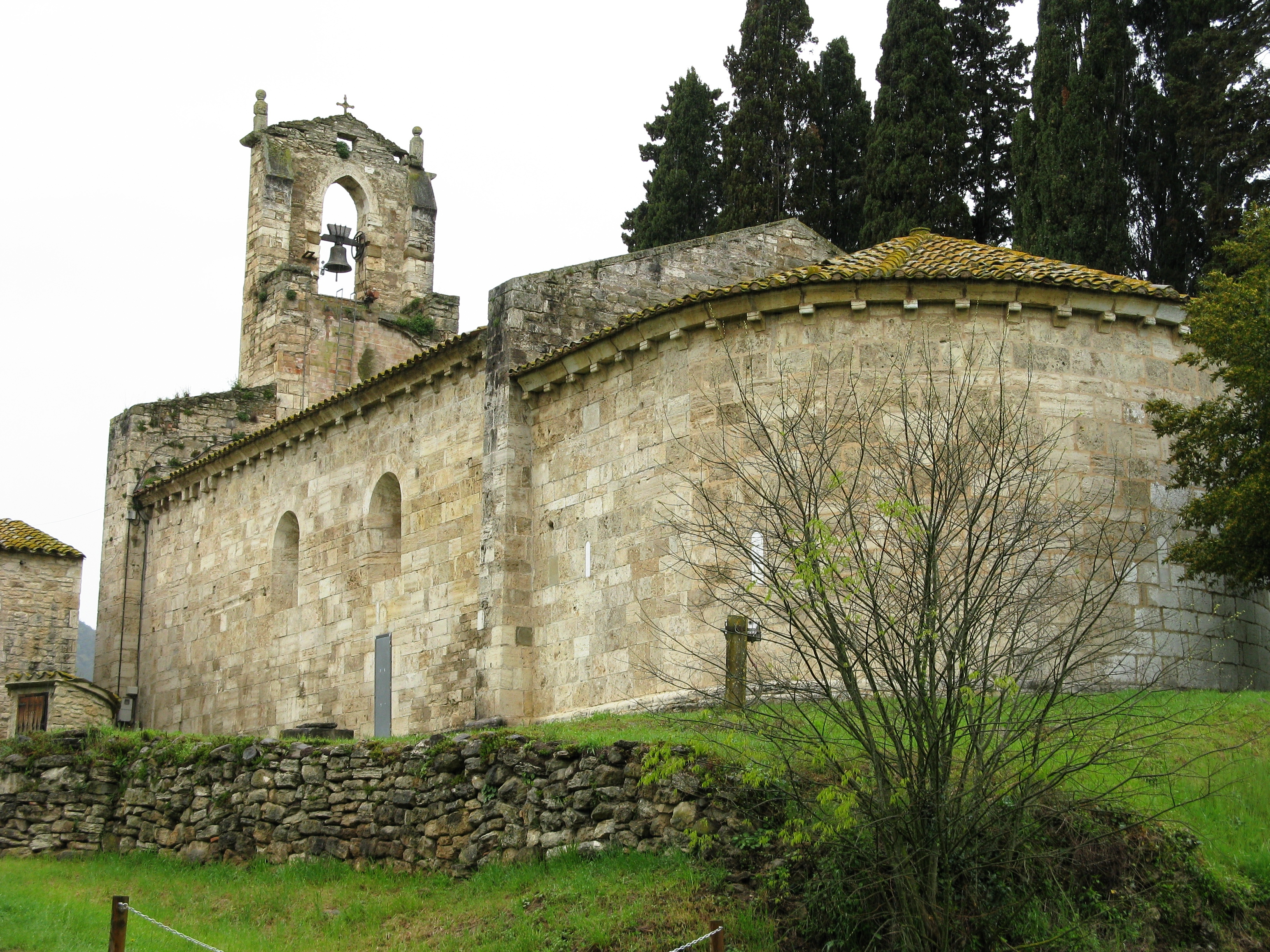
Vista de l'absis

L'antiga església de Porqueres era dedicada a Sant Llorenç i estava situada en un lloc diferent. Documentada des del 906, data en què era possessió del monestir de Sant Joan de les Abadesses. Quan es va començar a construir l'actual temple, aquest era dedicat a Sant Llorenç i Santa Maria, i posteriorment va pertànyer al monestir de Sant Esteve de Banyoles, com consta en documents dels anys 1097 i 1172. L'any de consagració de l'església pel bisbe de Girona Ramon Orusall (o Urusall) 1182, aquesta era dedicada només a Santa Maria.
Dia de joia per a la parròquia degué ésser el 13 d'abril de 1182. S'esqueia en dimarts de la segona setmana de Pasqua. El temple acabava de construir-se. El bisbe Ramon Guisall de Girona el consagrà i dedicà solemnement al culte. En un document signat amb aquesta avinentesa, el prelat disposà que el culte se sostingués amb els delmes dels terrenys que es trobaven des de Quadroc, a l'orient, fins a la muntanya de l'Espill, a ponent, i des de l'Estany fins al terme de la parròquia de Serinyà. Els límits d'aquest terme recullen el Puig de Cota, la pedra de la Creu, el mas Bruguera, Cutzac, el rierol de Merdançà, el bosc de Ravanera, el Vilar d'Iserga, la font del Guix, el clot de Campmajor, la roca d'Abella, la casa Rodeja i la roca Canera.
El bisbe posà església i cementiri sota la protecció de la Pau i treva de Déu, de manera que en el circuit de trenta passes al seu voltant hom estigues segur de no ésser víctima de cap mena de violència. I manà que la parròquia estigués sotmesa a la seu episcopal de Girona, de la que rebria els olis sants, necessaris per a l'administració dels sagraments, i que els sacerdots assistissin cada any al sínode, on es prenien mesures per a la bona marxa de tota la diòcesi. Per aquesta època restava dins la rodalia de la parròquia de Porqueres l'església de Sant Maurici de Calç, després agregada a Pujarnol. Posteriorment, en canvi, va annexar-se ací la parròquia veïna de Merlant.
Al segle xiii (1210), l'església s'independitza del Senyor del Castell. En el segle xvi apareix amb el nom de "Sancta Maria de Porcherus". Durant el segle xvi, l'església va comprar moltes joies de plata, algunes encara es poden contemplar. L'any 1786 es va construir el nou campanar substituint l'antic d'espadanya. El 1797 es va construir un retaule per l'altar major amb estil rococó.
La volta interior actualment és de rajola arrebossada. Substitueix l'original de pedra que degut a les empentes que provocava als murs es va badar. L'actual es va construir a les reformes que van començar l'any 1953.
Està dedicada a Nostra Senyora de l'Assumpció i té uns Goigs dedicats que canten: Palma excelsa. Triomfadora./De Porqueres, fe i encís./Pel vostre camí, Senyora,/guieu-nos al paradís.

### Evolució

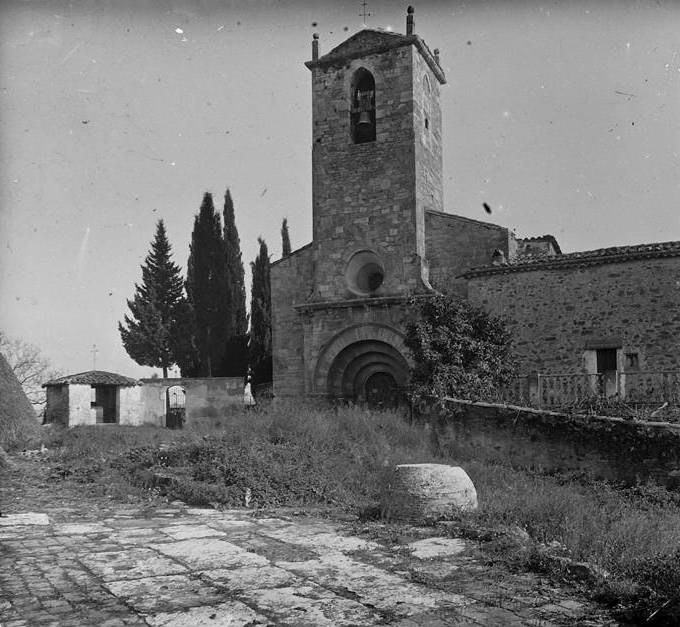
Aspecte de l'església de Santa Maria l'any 1920

Estilísticament sembla probable que fos el mateix escultor qui va realitzar la portada i esculpir els capitells de l'arc triomfal, a l'interior. S'ha dit que aquest escultor podia provenir de l'escola de Ripoll, doncs es troben punts de relació entre aquests capitells i la decoració de la porta de Sant Pol a Sant Joan de les Abadesses. Pel que respecta a la iconografia, la representació del personatge monstruós presenta una significació principalment decorativa, com és habitual en el romànic. Contràriament, en els temes que trobem a l'àbac, s'ha desenvolupat un petit programa iconogràfic. Així doncs, en el capitell dret, s'ha posat en relació el tema del pecat original amb una manifestació teofànica envoltada per les nou jerarquies angèliques (tema que al·ludeix a la fi del món). Es parla doncs de principi i fi de l'univers. Al capitell esquerra, la presència de la Verge queda clarament justificada per l'advocació del temple. S'han identificat els altres personatges amb els 12 apòstols i Sant Maties. Es podria proposar també una interpretació de contraposició entre Antic Testament i Nou Testament.
La portalada de l'església de Santa Maria de Porqueres possiblement és de construcció posterior, ja que està adossada a la façana i es pot apreciar que no existeixen elements d'unió entre les dues parts.
Al segle xviii es va aixecar el nou campanar. L'any 1957 es va restaurar l'edifici. És llavors quan, entre altres tasques, es renova totalment la volta de canó.
Al segle xvi la pica fou substituïda per una de gòtica amb relleus i escultures. En fer-se la restauració de l'església romànica el 1957 la pica fou retornada al seu lloc original.

## Arxiu

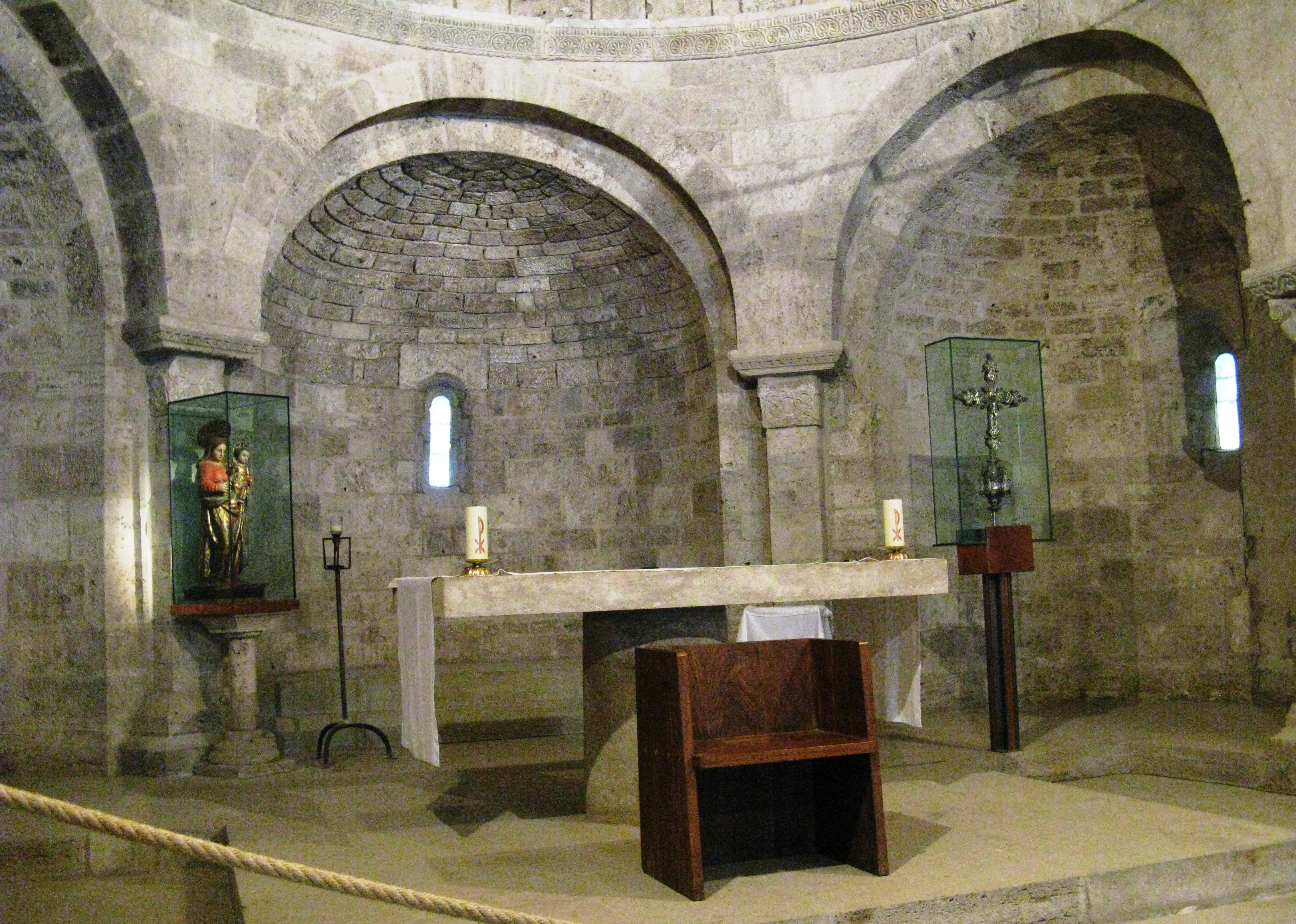
Interior de l'absis

El seu arxiu guarda com a peces més antigues els llibres de testaments que autoritzava el rector; comencen el s. XVI, com també són del segle XX els primers llibres d'Obra, on s'anotaven les despeses que, sota l'administració d'uns representants de la feligresia, es feien al temple i per al culte parroquial. Els altres llibres de l'arxiu, concretament els de bateigs, matrimonis i òbits, comencen el segle xvii. En ells consten, per exemple les abundants víctimes que la guerra amb l'exèrcit francès produí entre la població el 1808 i 1809.
Els terratrèmols del s. XV havien perjudicat greument el temple, però les obres de consolidació dutes a terme per impedir-ne la ruïna no en modificaren sensiblement la forma. Canvis d'importància, en canvi, es realitzen a la segona meitat del segle xviii. A l'exterior, s'enrunà el campanar de cadireta que coronava la façana per construir-hi una torre; es guanyà alçada, però es perdé la unitat estilística del monument. Això succeïa el 1786. Poc després, el 1792, es posava volta de llunetes al presbiteri i s'hi alçava un retaule de línies barroques.
Lamentablement aquest retaule era cremat el 1936, durant la interrupció violenta de la vida parroquial que aleshores s'esdevingué. Els treballs de neteja de l'església durant el decenni de 1940 feren descobrir que el mur del fons del presbiteri, que fins aleshores havia sostingut el retaule, era un envà postís. Així nasqueren uns plans de restitució de l'edifici a la seva primitiva bellesa.
Els dugué a terme el Servicio de Defensa del Patrimonio Artístico Nacional entre 1957 i 1960. Tot l'edifici fou consolidat amb injeccions subterrànies de formigó i lligades de ferro.